# Xylophagus sibiricus
Xylophagus sibiricus är en tvåvingeart som beskrevs av Nina Krivosheina 2000. Xylophagus sibiricus ingår i släktet Xylophagus och familjen vedflugor. Inga underarter finns listade i Catalogue of Life.